# Mephisto (phim)
Mephisto là bộ phim hợp tác các quốc gia Hungary, Cộng hòa liên bang Đức (Tây Đức), và Áo, do István Szabó đạo diễn Hungary làm đạo diễn, dựa theo tiểu thuyết cùng tên của nhà văn Đức Klaus Mann. Phim nói về thời Đức quốc xã.

## Diễn viên
- Klaus Maria Brandauer as Hendrik Hoefgen
- Krystyna Janda as Barbara Bruckner
- Ildikó Bánsági as Nicoletta von Niebuhr
- Rolf Hoppe as Tábornagy
- György Cserhalmi as Hans Miklas
- Péter Andorai as Otto Ulrichs
- Karin Boyd as Juliette Martens
- Christine Harbort as Lotte Lindenthal
- Tamás Major as Oskar Kroge, színigazgató
- Ildikó Kishonti as Dora Martin, primadonna
- Mária Bisztrai as Motzné, tragika
- Sándor Lukács as Rolf Bonetti, bonviván
- Ágnes Bánfalvy
- Judit Hernádi as Rachel Mohrenwitz, drámai szende
- Vilmos Kun as Ügyelõ

## Vinh danh
Bộ phim đoạt được giải Oscar cho phim nói tiếng nước ngoài hay nhất (và là phim duy nhất Hungary đến nay đoạt giải thưởng này), giải kịch bản hay nhất tại Liên hoan phim Cannes 1981 và giải FIPRESCI, đề cử giải Cành cọ vàng. Ngoài ra phim còn đoạt các giải thưởng của Hungary, của Ý và Anh.